# Brasilianisches Militärordinariat
Das Brasilianische Militärordinariat ist ein Militärordinariat in Brasilien und zuständig für die brasilianischen Streitkräfte.

## Geschichte
Das Militärordinariat in der Föderativen Republik Brasilien betreut Angehörige der brasilianischen Streitkräfte katholischer Konfessionszugehörigkeit seelsorgerisch. Es wurde durch Papst Pius XII. am 6. November 1950 errichtet. Nach gegenseitigem Beschluss zwischen dem Heiligen Stuhl und der Republik Brasilien befand sich der Sitz des Brasilianischen Militärordinariats in Rio de Janeiro und wurde später nach Brasília verlegt. Aus der Verlautbarung der päpstlichen Bulle vom 6. November 1950 wurde der Erzbischof von São Sebastião do Rio de Janeiro, Jaime Kardinal de Barros Câmara, als erster Militärbischof von Brasilien (Militär) in sein Amt eingeführt.
| Militär(erz)bischöfe in Brasilien |                                       |                                                                  |                  |                   |
| Nr.                               | Name                                  | Amt                                                              | von              | bis               |
| 1                                 | Jaime Kardinal de Barros Câmara       | Militärerzbischof Erzbischof von São Sebastião do Rio de Janeiro | 6. November 1950 | 9. November 1963  |
| 2                                 | José Newton de Almeida Baptista       | Militärerzbischof Erzbischof von Brasilia                        | 9. November 1963 | 31. Oktober 1990  |
| 3                                 | Geraldo do Espírito Santo Ávila       | Militärerzbischof bis 1998 Titularerzbischof                     | 31. Oktober 1990 | 14. November 2005 |
| 4                                 | Osvino José Both                      | Militärerzbischof                                                | 7. Juni 2006     | 6. August 2014    |
| 5                                 | Fernando José Monteiro Guimarães CSsR | Militärerzbischof                                                | 6. August 2014   | 12. März 2022     |
| 6                                 | Marcony Vinícius Ferreira             | Militärerzbischof                                                | 12. März 2022    |                   |